# ムィコラーイウ州庁舎への爆撃
ムィコラーイウ州庁舎への爆撃（ムィコラーイウしゅうちょうしゃへのばくげき）は、2022年ロシアのウクライナ侵攻のムィコラーイウの戦いにおいて、ロシア軍が3月29日にウクライナのムィコラーイウ州の庁舎を爆撃した事件を指す。
ミサイル攻撃により、州庁舎が半壊し、巨大な穴が残り、多数の火災が発生した。州知事室もまた破壊された。
爆撃により、37人が死亡、34人が負傷した。
ムィコラーイウ州のヴィタリー・キム州知事は、当日に寝過ごしたために出勤に支障をきたしたものの、ミサイル攻撃の被害を受けず、難を逃れた形になった。当初、州知事は、8人が瓦礫の下敷きになり、兵士3人が行方不明であると発表した。
ウクライナのウォロディミル・ゼレンスキー大統領は、デンマークのフォルケティングへのビデオメッセージにおいて、爆撃の直後に関する報告を確認した。